# Nhiêu Bình
Nhiêu Bình (chữ Hán giản thể: 饶平县) là một huyện thuộc địa cấp thị Triều Châu, tỉnh Quảng Đông, Cộng hòa Nhân dân Trung Hoa. Huyện này có diện tích 2203 ki-lô-mét vuông, dân số 963.800 người. Mã số bưu chính là 515700. Chính quyền huyện đóng ở trấn Hoàng Cương. 

## Hành chính
Nhiêu Bình được chia thành 22 đơn vị hành chính cấp hương, toàn bộ các đơn vị này đều là các trấn. Ngoài ra huyện này còn quản lí 1 đơn vị ngang cấp hương khác.
- Trấn: Hoàng Cương (黄冈镇), Thượng Nhiêu (上饶镇), Nhiêu Dương (饶洋镇), Tân Phong (新丰镇), Kiến Nhiêu (建饶镇), Tam Nhiêu (三饶镇), Tân Đường (新塘镇), Thang Khê (汤溪镇), Phù Tân (浮滨镇), Phù Sơn (浮山镇), Đông Sơn (东山镇), Tân Vu (新圩镇), Chương Khê (樟溪镇), Tiền Đông (钱东镇), Cao Đường (高堂镇), Liên Nhiêu (联饶镇), Sở Thành (所城镇), Đại Trình (大埕镇), Chá Lâm (柘林镇), Tỉnh Châu (汫洲镇), Hải Sơn (海山镇)

Đơn vị ngang cấp hương khác
- Lâm trường Hàn Giang (韩江林场)